# 柯瑞·克魯伯
柯瑞·史考特·克魯伯（英語：Corey Scott Kluber；1986年4月10日—）是前美國職棒大聯盟的投手。生涯曾效力於印地安人、遊騎兵、洋基、光芒與紅襪等隊。
三次入選全明星賽，克魯伯是2次美國聯盟賽揚獎得主，分別在他生涯第二個完整的大聯盟球季（2014年）首次獲選，以及在2017年再次獲選。他於2011年9月1日初次在大聯盟登板。2016年，他被《運動新聞報》（Sporting News）選為美聯最佳投手。他在2017年成為大聯盟防禦率王，此外曾2次獲得美聯勝投王。2015年5月13日，他在一場對聖路易紅雀的比賽中在9局裡三振了至少18名打者，大聯盟史上只有20名投手曾達成這項成就。2018年，克魯伯取得單季20勝。

## 生平

### 早年
克魯伯高中時曾經因為被教練過度的使用，而造成手部的一個壓力型骨折，手術時手臂內插入了兩顆螺絲。2004年，他參加美國職棒大聯盟的選秀，但是他並未被任何球隊選上。

### 職業生涯

#### 小聯盟時期

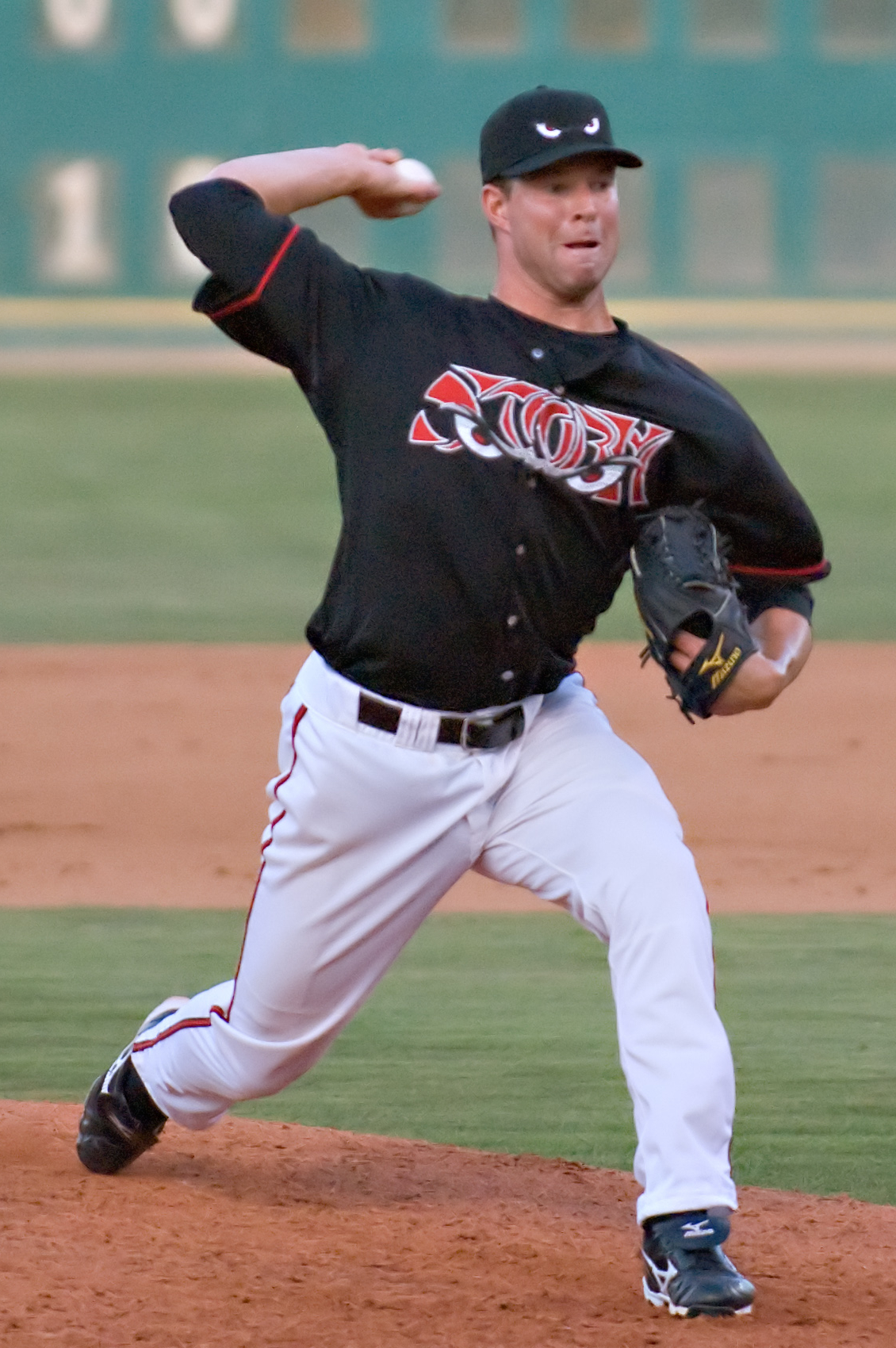
2008年的克魯伯

克魯伯在2007年選秀被聖地牙哥教士隊選上（第四輪），簽約金為200,000美元。2010年7月31日，教士隊和克里夫蘭印地安人隊以及聖路易紅雀隊三方交易，紅雀隊獲得尼克·格林伍德與傑克·韋斯布魯克，教士隊獲萊恩·路德威克，克魯伯則前往克里夫蘭印地安人隊。
克魯伯在教士隊小聯盟體系留下的成績並不理想，單季最低防禦率為3.51。

#### 克里夫蘭印地安人
2010年，克魯伯參加了印地安人隊的冬季訓練，而在2011年克魯伯被加入了大聯盟的40人名單。2011年，克魯伯在印地安人隊的3A體系（哥倫布快艇隊）先發27場，留下7勝11敗，防禦率5.56的成績。9月1日，克魯伯因擴編登上大聯盟，當天他就出賽救援完成1+1⁄3局無失分。
2012年8月，克魯伯在3A投出11勝7敗，防禦率3.59的成績，之後再次返回大聯盟名單。8月2日為他生涯的首場大聯盟先發，對戰堪薩斯皇家隊，克魯伯投4+1⁄3局，被打9支安打，失6分，球隊最後在延長賽以6:7落敗，克魯伯無關勝敗。生涯第7場先發對決底特律老虎隊，克魯伯投出6局失2分的好成績，幫助球隊以3:2贏球，也是他生涯大聯盟的首場勝投。2012年球季結束，克魯伯在大聯盟留下2勝5敗，防禦率5.14的成績。
2013年，克魯伯依然在3A出賽，但在2場先發後，因為隊友布雷特·邁爾斯受傷而回到大聯盟。在後援2場比賽後，4月28日克魯伯被排定先發對決皇家隊，而克魯伯也把握住機會，投出7局失2分，6次三振的好投，幫助球隊以10:3獲勝。球季剩餘時間，克魯伯都以先發投手之姿留在大聯盟。6月13日對決華盛頓國民隊的比賽，克魯伯投出此前生涯的代表作：8局，無失分，8次三振，幫助球隊拿下2:0的勝利。這年他共出賽26場（先發24場），成績為11勝5敗，防禦率3.85。
2014年賽季
2014年4月11日，克魯伯對皇家隊投出生涯第一場完投，有11次奪三振，幫助球隊以5:1獲勝。7月11日，克魯伯再對皇家，這次投出了9局、2安打、0失分、10次三振的表現，球隊最後雖然在延長賽14局以1:2輸球，但克魯伯儼然已經成為了印地安人隊陣中的王牌先發投手。7月30日，克魯伯對西雅圖水手隊投出生涯首場完投完封勝，對手僅打出3支安打，他拿下8次三振，表現力壓賽揚獎投手費利克斯·赫南德茲。總計克魯伯在7月的五場先發中，拿下4勝0敗，1.54防禦率的超優質成績。而在9月的六場先發，除了9月1日對老虎隊吞敗外，接下來的五場先發全部奪勝，有著單月5勝1敗，防禦率2.01的優秀表現。9月16日及21日，連二場投出14次三振，是繼藍迪·強森2004年後大聯盟第一人。此外他還拿下9月單周最佳球員，以及9月單月最佳投手的獎項。2014年球季，總計克魯伯共34場先發（美聯第一），取得18勝9敗（美聯第一），2.44防禦率（美聯第三）的成績，有3場完投（美聯第二）、1場完封，以及美聯第二多的269次奪三振，18次勝投並列美聯勝投王，更拿下生涯首座賽揚獎殊榮。
2015年賽季
2015年4月，克魯伯與印地安人簽下五年38,500,000美元合約，包括2020年、2021年的球隊選擇權。5月18日，克魯伯對紅雀隊投8局，被打一支安打，附帶生涯新高的18次三振，這也是他2015年的首勝。最後整季克魯伯留下9勝16敗的成績，但是防禦率3.49、245次三振（美聯第三）、4場完投（美聯第一）依然高水準。
2016年賽季
克魯伯作為馬可·艾斯崔達的替補，入選本年度全明星賽，並取得勝投。他於2016年球季取得18勝9敗，防禦率3.14的成績，還擁有美聯第一的149 ERA+，215局中共投出227次三振。
克魯伯於本季首次參與季後賽，於美國聯盟分區賽第2場對波士頓紅襪隊，以及美國聯盟冠軍賽第1場對多倫多藍鳥隊先發，都取得勝利。在世界大賽中，克魯伯先發6局無失分，送出9次三振，封鎖芝加哥小熊隊打線。克魯伯於第1戰及第4戰先發均取得勝投，並在第7戰先發，但最後小熊拿下第7戰和世界大賽桂冠。克魯伯在2016季後賽共先發六場，防禦率是極優秀的1.83。
11月7日，他和賈斯汀·韋蘭德、瑞克·波瑟羅共同入選美聯賽揚獎最後三強。最後以98分獲得票選第三名。

#### 德州遊騎兵
2019年12月15日，被交易至德州遊騎兵，換取外野手小德萊諾·迪希爾茲，以及終結者伊曼紐爾·克拉斯。

#### 紐約洋基
2021年1月15日，與紐約洋基隊簽下1年11,000,000美元合約。

#### 坦帕灣光芒
2021年12月1日，與坦帕灣光芒隊簽訂了一份為期一年的合約，其中包括800萬美元的基本工資和500萬美元的激勵獎金。

#### 波士頓紅襪
2023年1月12日，與波士頓紅襪隊簽訂了一份為期一年的合約，並附有2024年的球隊選擇權。總值1100萬美元。
賽季結束後成為自由球員，並於2024年2月9日宣布退休。

## 技術特點
克魯伯是一名右投右打，身高6英尺4英寸（1.93），體重215英磅（98）的投手。作為一名速球型投手，他利用二縫線伸卡球及由滑球和曲球組成的變化球取得高得三振率。

## 生涯成績
| 年度   | 隊伍             | 背號 | 勝場 | 敗場 | 防禦率 | 出賽 | 先發 | 完投 | 完封 | 中繼 | 救援 | 局數   | 被安打 | 被全壘打 | 四壞 | 三振 | WHIP |
| ------ | ---------------- | ---- | ---- | ---- | ------ | ---- | ---- | ---- | ---- | ---- | ---- | ------ | ------ | -------- | ---- | ---- | ---- |
| 2011年 | 克里夫蘭印地安人 | 34   | 0    | 0    | 8.31   | 3    | 0    | 0    | 0    | 0    | 0    | 4.1    | 6      | 0        | 3    | 5    | 2.08 |
| 2012年 | 克里夫蘭印地安人 | 28   | 2    | 5    | 5.14   | 12   | 12   | 0    | 0    | 0    | 0    | 63.0   | 76     | 9        | 18   | 54   | 1.49 |
| 2013年 | 克里夫蘭印地安人 | 28   | 11   | 5    | 3.85   | 26   | 24   | 0    | 0    | 0    | 0    | 147.1  | 153    | 15       | 33   | 136  | 1.26 |
| 2014年 | 克里夫蘭印地安人 | 28   | 18   | 9    | 2.44   | 34   | 34   | 3    | 1    | 0    | 0    | 235.2  | 207    | 14       | 51   | 269  | 1.10 |
| 2015年 | 克里夫蘭印地安人 | 28   | 9    | 16   | 3.49   | 32   | 32   | 4    | 0    | 0    | 0    | 222.0  | 189    | 22       | 45   | 245  | 1.05 |
| 2016年 | 克里夫蘭印地安人 | 28   | 18   | 9    | 3.14   | 32   | 32   | 3    | 2    | 0    | 0    | 215.0  | 170    | 22       | 57   | 227  | 1.06 |
| 2017年 | 克里夫蘭印地安人 | 28   | 18   | 4    | 2.25   | 29   | 29   | 5    | 3    | 0    | 0    | 203.2  | 141    | 21       | 36   | 265  | 0.87 |
| 2018年 | 克里夫蘭印地安人 | 28   | 20   | 7    | 2.89   | 33   | 33   | 2    | 1    | 0    | 0    | 215.0  | 179    | 25       | 34   | 222  | 0.99 |
| 2019年 | 克里夫蘭印地安人 | 28   | 2    | 3    | 5.80   | 7    | 7    | 0    | 0    | 0    | 0    | 35.2   | 44     | 4        | 15   | 38   | 1.65 |
| 9年    | 9年              | 9年  | 98   | 58   | 3.16   | 208  | 203  | 17   | 7    | 0    | 0    | 1341.2 | 1165   | 132      | 292  | 1461 | 1.09 |

- 粗體黑字為該年度聯盟最高

## 外部連結
- 球員資訊和成績在MLB，ESPN，Baseball-Reference，Fangraphs，The Baseball Cube（英文）
- 柯瑞·克魯伯的X（前Twitter）

| 奖项与成就           | 奖项与成就                         | 奖项与成就                                                    |
| -------------------- | ---------------------------------- | ------------------------------------------------------------- |
| 前任： 史賓塞·登柏爾 | 投出無安打比賽的投手 2021年5月19日 | 繼任： 札克·戴維斯、萊恩·塔培拉、安德魯·查芬、克雷格·金布雷爾 |